# Production BAOBAB
株式會社Production BAOBAB（日語：ぷろだくしょんバオバブ），簡稱BAOBAB，是日本一家位於東京都新宿區的聲優經紀公司。

## 概要

### 歷史
1979年8月1日，由青二Production出身的16名聲優及6名工作人員獨立創社。當時主要創立元老是以富田耕生為中心，參加者有富山敬、小原乃梨子、神谷明、井上和彥、肝付兼太、緒方賢一、吉田理保子、千千松幸子、加藤修、水島裕、清水鞠、北濱晴子、野澤雅子、三矢雄二、基頓山田等人。
另外，該經紀公司的名稱是由清水鞠所決定的，其靈感來自法國小說《小王子》作品中出現和劇情所用到的baobab，而且是主要生長於稀樹草原（savanna）地帶的植物。
1984年3月1日，BAOBAB吸收聲優立壁和也所經營的聲優事務所Office央之後，Office央的名稱從此完全消失。

### 其它
BAOBAB擁有附屬聲優培訓學校「B·A·O」，其中現在BAOBAB所屬的第一線聲優兒玉明日美和金元壽子都是從該培訓學校畢業。並有專用錄音工作室「a Spring Studio」。
還有，BAOBAB學園是現在Visual Space演員訓練學校的前身，而BAOBAB學園本身是劇團Garakuta工房（現名劇團雙六）門下的培訓學校。因此，自從B·A·O成立之後，與Visual Space演員訓練學校目前並無直接關係。
BAOBAB自從成立以來，雖然大多作品的角色配音大半由BAOBAB所屬聲優包辦，卻在工作人員列表的聲優協力很少出現該BAOBAB公司的名稱，不過除了《未來機械人達爾達尼亞斯》或《科學小飛喵》這2齣電視動畫例外。
BAOBAB事務所的官方網站同時有架設官方部落格『BAO通信』（舊名），上傳所屬聲優的活動照片和情報消息。該網誌不但會介紹於動畫領域活躍的聲優，同時還有介紹專門為海外電影與電視影集進行日語配音、及專門從事節目解說的聲優。
2009年11月開始，BAOBAB在官方網站成立手機版網站『BAO頻道』（現在已經終了）。

## BAOBAB singers
BAOBAB singers（日語：バオバブシンガーズ），是在1979年由Production BAOBAB當時的所屬聲優所組成。

### 作品
所有音樂作品都由King Records發行。
單曲
- （1979年11月21日，德國樂隊成吉思汗同名歌曲的日語翻唱版。日文歌詞翻譯：，規格編號：GK-364）
  - 曾經榮登Oricon公信榜單曲最高排名第80名[5]。
  - 另外日文版歌詞則是完全無視原始歌詞，而是依據莫斯科奧運填詞而成，其中一部份內容跟當時成員所演出的的動畫角色有所關連。
  - 該歌曲後來CD化時，現在還能在以及這2張獨立CD裡聽到。
  - 至於B面收錄由富田耕生與富山敬翻唱的歌曲（日文歌詞翻譯：藤公之介，英文版請參照「Aba Daba Honeymoon（英语：Aba Daba Honeymoon）」 （英文））第一次問世的時間是在1914年，1950年曾被作為電影《彩鸞綺夢（英语：Two weeks with Love）》的知名主題曲使用，由德琵·雷諾和卡爾頓·卡朋特（英语：Carleton Carpenter）主唱。
- （1980年，成吉思汗歌曲「Samurai」的日語翻唱版，日文歌詞翻譯：藤公之介　規格編號：GK-392）
  - B面收錄的是富山敬的主唱歌曲（作詞：藤公之介、作曲：佐瀨壽一（日语：佐瀬寿一））。

後來在2017年，發行了聲優組合「FULL Kabs」（由井上和彥、三矢雄二、水島裕共3人組成）的同名歌曲翻唱版，並收錄在專輯裡。
專輯
- （1980年3月5日，規格編號：SKS-111） 
  - 曾經榮登Oricon公信榜LP最高排名第77名[6]。
- （1981年，規格編號：K25A-120）
- （1981年，規格編號：K25A-207）

其它
- （1980年2月，規格編號：SKS-104）
  - 劇團Garakuta工房（日语：劇団すごろく）音樂劇原聲音樂。全部以BAOBAB singers名義，收錄了等歌曲。

至於雙CD版後來在1996年發行的『山本正之作品大全集』中（日本華納音樂 規格編號：WPC6-8255）中收錄。

## 所屬聲優

### 男性
| 行 - 石川洋昭 - 石丸博也 - 市原將弘 - 出原匠 - 伊藤和正 - 內田聰明 - 姥谷圭祐 - 太田修太 行 - 海渡翼 - 一馬芳和 - 木村雅史 - 古賀明 | 行 - 酒井聖也 - 澤田將考 - 澀谷茂 - 莊司勝也 - 白熊寬嗣 - 城山堅 - 末次楓 - 菅原淳一 - 園部好德 行 - 田谷隼 - 鳥海勝美 | 行 - 長松博史 - 仲村水希 - 名取隼希 - 西川幾雄 行 - 蓮池龍三 - 一希 - 疋田高志 - 久田康樹 - 廣瀨正志 - 深澤純 - 船木真人 - 古川裕隆 | 行 - 町田政則 - 松井一憲 - 松岡文雄 - 松丸幸太郎 - 真仲惠吾 - 丸山純路 - 水中雅章 - 三戶耕三 - 宮崎聰 - 望月遼太 行 - 矢嶋友和 - 柳澤榮治 - 山口良 - 山下創也 - 橫尾博之 - 橫田成吾 行 - 渡邊和貴 |

### 女性
| 行 - 藍澤步實 - 赤池裕美子 - 天田有希子 - 有馬莞奈 - 池田果奈子 - 一城美由希 - 今井詩子 - 岩崎里菜 - 岩橋由佳 - 岩淵友紀 - 梅田貴公美 - 大地睦美 - 小川智代 | 行 - 花藤蓮 - 金元壽子 - 北原美和 - 木村朱里 - 日下千尋 - 久保田惠 - 倉本華瑠 - 黑河奈美 - 黑崎詩織 - 好村俊子 - 興梠里美 - 小寺麻未 行 - 夏美 - 乃藍里 - 櫻井海亞 - 鈴木 - 關香澄 | 行 - 田浦環 - 瀧澤Roko - 竹口安芸子 - 田代有紀 - 立石美子 - 田中真奈美 - 手雪乃 - 天神林知美 - 冨樫和美 行 - 野村須磨子 行 - 林莉 - 葉山真理佳 - 原美由紀 - 日岡夏美 - 日向幸子 - 平田真菜 - 深田愛衣 - 藤井麻理子 - 藤原美央子 - 星野千壽子 | 行 - 槙原千夏 - 真柴摩利 - 松岡由貴 - 翠準子 - 峰篤子 - 宮坂真由 - 本井英美 - 本宮佳奈 - 森弘子 行 - 山川亞彌 - 弓場沙織 - 吉田美保 行 - 渡邊萌奈 |

## 過往所屬聲優

### 男性
| 行 - 相澤正輝（現所屬：大澤事務所） - 朝倉榮介（現所屬：ARTSVISION） - 有本欽隆（現所屬：平野企劃） - 粟津貴嗣（現所屬：Atomic Monkey） - 飯田莊平（現所屬：Bell Production） - 石野龍三（現所屬：81 Produce） - 伊藤有希（現所屬：WITH LINE） - 稻葉實（現所屬：賢Production） - 井上和彥（現所屬：B-Box） - 海老原英人 - 大島將哉 - 大瀧進矢（自由職業） - 大水忠相（引退） - 大山高男（現所屬：Visual Space） - 岡田貴之（現所屬：Kenyu Office） - 緒方賢一（現所屬：Office海風） - 小川一樹（現所屬：劇團雙六） - 岡野浩介（自由職業） - 荻原秀樹（自由職業） - 小田敏充（自由職業） - 小野健一（現所屬：remax） 行 - 笠原幸之助 - 加藤治（移籍希樂星之後於在籍中死去） - 神谷明（現所屬：羽商事代表） - 神谷和夫 - 川村拓央（現所屬：Bell Production） - 菊地秀之（現所屬：Mercuring） - 喜多川拓郎（自由職業） - 北村謙次（自由職業） - 木下尚紀（現所屬：Kenyu Office） - 肝付兼太（移籍81 Produce之後於在籍中死去） - 熊谷誠二 - 隈本吉成（現所屬：Kenyu Office） - 倉富亮（現所屬：Sigma Seven e） - 吳圭崇（自由職業） - 小柴大始（自由職業） - 小林範雄（現所屬：Yellow-Tail） - 子安武人（現所屬：T's Factory代表） - 金野潤（現所屬：Mausu Promotion） | 行 - 齊藤次郎（現所屬：Kenyu Office） - 齊藤瑞樹（移籍OFFICE WATT之後於在籍中死去） - 坂詰貴之（現所屬：Aksent） - 岡繁藏（移籍九Production之後於在籍中死去） - 里見圭一郎 - 椎橋和義 - 島香裕（移籍Production★A組之後於在籍中死去） - 志村貴博（現所屬：BloomZ） - 椙山貴夫 - 杉山紀彰（現所屬：Stay Luck） - 鈴木勝美（現所屬：81 Produce） - 鈴木誠一（在籍中死去） - 千田光男（現所屬：81 Produce） - 染谷龍將 行 - 田內裕一 - 高橋圭一（現所屬：Stardust Promotion） - 瀧野洋平（現所屬：東京俳優生活協同組合） - 田口昂（在籍中死去） - 立花慎之介（現所屬：BLACK SHIP代表） - 立壁和也（移籍Kenyu Office之後於在籍中死去） - 田中伸幸 - 長（舊藝名：長島雄一，現所屬：東京俳優生活協同組合） - 出村貴（現所屬：Jac in production） - 寺井智之（現所屬：EARLY WING） - 寺島拓篤（現所屬：AXL ONE） - 富田耕生（在籍中死去） - 富山敬（在籍中死去） 行 - 中博史（現所屬：賢Production） - 仲田隼人 - 中田雅之（引退） - 中村精道（現所屬：Quatre Stella） - 仲村秀生（引退後死去） - 成田和史 - 成田劍（自由職業） - 成瀨誠（現所屬：Kenyu Office） | 行 - 筈見純（現所屬：ARTSVISION） - 濱野仁至 - 速水獎（現所屬：Rush Style代表） - 日野聰（現所屬：AXL ONE） - 福士秀樹（現所屬：Office Fukushi（页面存档备份，存于）代表） - 福山潤（現所屬：BLACK SHIP代表） - 藤井剛（現所屬：POWER RISE） - 藤本隆行（自由職業） - 藤本讓（移籍81 Produce之後於在籍中死去） - 古澤徹（現所屬：Offices Toto代表） - 古田信幸（移籍Kenyu Office之後於在籍中死去） - 寶龜克壽（現所屬：Kenyu Office） - 堀內賢雄（現所屬：Kenyu Office代表） - 堀尾雅彥（現所屬：H-Collaboration代表） - 本多諒太（現所屬：Mausu Promotion） 行 - 松木伸仁（現所屬：UE ENTERTAINMENT（页面存档备份，存于）） - 松本保典（現所屬：Sigma Seven） - 水島大宙（現所屬：AXL ONE） - 水島裕（現所屬：Production Ace） - 三矢雄二（現所屬：Combination） - 宮下榮治（現所屬：aptepro） - 麥人（現所屬：馬鈴薯村代表） - 室元氣（現所屬：remax） - 元村哲也（現所屬：Bell Production） 行 - 山口健（成立OYS Produce之後於在籍中死去） - 山崎巧（現所屬：T.S.P代表） - 山崎雅也（自由職業） - 山本尚弘（引退） - 橫關健悟（現所屬：GRASS） - 吉田孝（現所屬：Herringbone） 行 - 渡邊浩司 |

### 女性
| 行 - 青木沙耶香（現所屬：Bell Production） - 秋山照子（移籍81 Produce之後於在籍中死去） - 淺野麻由美（現所屬：大澤事務所） - 麻見順子（現所屬：美i-style） - 綾崎美紀 - 荒井靜香（現所屬：FEATHER） - 五十嵐麗（現所屬：Rush Style） - 伊倉一惠（現所屬：青二Production） - 池本小百合（現所屬：Kenyu Office） - 石桃子 - 一龍齋貞友（自由職業） - 逸美奈奈子 - 伊東繪實 - 井上瑤（移籍東京俳優生活協同組合之後於在籍中死去） - 岩坪理江（引退） - 上田美由紀（現所屬：Isao企劃） - 宇乃音亞季（現所屬：ARTSVISION） - 大鐘則子 - 大平泉 - 岡雅子（自由職業） - 織田芙實 - 小原乃梨子（現所屬：81 Produce） - 折笠愛（現所屬：AXL ONE） 行 - 片桐真衣（現所屬：海風） - 門舞以（自由職業、Kaleidoscope（業務提攜）） - 華乃由里（現所屬：海風） - 木翔子 - 神谷春佳 - 川上千尋（現所屬：Object） - 川上倫子（在籍中死去） - 川崎惠理子（現所屬：Sigma Seven） - 川西祐子（自由職業） - 菊地優見（自由職業） - 北濱晴子（現所屬：青二Production） - 木村圓（現所屬：懸樋Production） - 監物沙織 - 神代知衣（現所屬：81 Produce） - 小清水亞美（移籍AXL ONE之後不久轉為自由身） - 兒玉明日美（自由職業） - 後藤真壽美（自由職業） - 後藤邑子（現所屬：AXL ONE） - 小日向美和（現所屬：remax） - 小林沙苗（現所屬：Sigma Seven） - 小芭美（現所屬：Office海風） - 小松三月 | 行 - 彩木香里（現所屬：Herringbone） - 原良子（自由職業） - 佐久間純子（在籍中死去） - 笹川亞矢奈 - 森亞希（現所屬：Aksent） - 佐藤香織（現所屬：PRODUCTION DAYZE） - 佐藤晴香 - 佐藤佑子（現所屬：Aksent） - 澤口千惠（自由職業） - 三瓶由布子（現所屬：AXL ONE） - 篠原明美（現所屬：ARTSVISION） - 清水鞠（現所屬：81 Produce） - 真堂圭（現所屬：AXL ONE） - 瀨畑奈津子 - 仙台惠理（現所屬：Amuleto） 行 - 高橋美紀（現所屬：Splash Dream（页面存档备份，存于）） - 瀧澤久美子（現所屬：81 Produce） - 武政弘子 - 千千松幸子（現所屬：81 Produce） - 土屋實紀（自由職業） - 凸 - 友永朱音（現所屬：AXL ONE） 行 - 中澤綠 - 中田愛乃 - 那須惠（自由職業、al-share（業務提攜）） - 七海入歌（現所屬：劇團雙六） - 西宏子（現所屬：Bell Production） - 二出川幸 - 野澤雅子（現所屬：青二Production） - 野宮泉（自由職業） | 行 - 羽村京子（現所屬：ARTSVISION） - 花形惠子（移籍81 Produce之後於在籍中死去） - 原田瞳（自由職業、F.M.F（業務提攜）） - 引田有美（現所屬：ARTSVISION） - 廣田詩夢 - 別井友美 - 堀絢子（在籍中死去） - 堀越真己（現所屬：青二Production） - 本間由香里（自由職業） 行 - 前田幸惠 - 牧之瀨唯 - 松井菜櫻子（現所屬：UPANDUPS（页面存档备份，存于）代表） - 松本福美 - 間宮久留美（現所屬：81 Produce） - 真山亞子（現所屬：Kenyu Office） - 丸山優（現所屬：Bell Production） - 三浦智子 - 水田山葵（現所屬：青二Production） - 水谷優子（移籍青二Production之後於在籍中死去） - 南央美（現所屬：PomaRancz） - 南杏子 - 宮珠理 - 宮島依里（現所屬：懸Production） - 村竹葵 行 - 矢島晶子（現名:上地晶（うえち あき）、Across Entertainment、AIR AGENCY（業務提攜）） - 矢野理香 - 山門久美 - 山下亞矢香（現所屬：ARTSVISION） - 山本小百合 - 橫尾麻里（現所屬：Sigma Seven） - 吉田安愉子 - 吉田理保子（引退、引退前任職D-COLOR經理） 行 - 渡邊美佐（現所屬：青二Production） |

## 從Production BAOBAB獨立的聲優事務所
按創辦年份順序排列：
- 81 Produce（1981年）
- T's Factory（1999年）
- Kenyu Office（2002年）

## 相關項目
- TWOFIVE（日语：ツーファイブ）

## 外部連結
- 株式會社Production BAOBAB公式官網 （页面存档备份，存于） （日語）
- BAO通信 （页面存档备份，存于）（株式會社Production BAOBAB官方網誌，2011年10月啟用，由所屬工作人員更新） （日語）
- 株式會社Production BAOBAB官方的X（前Twitter） （日語）